# Ève dans le jardin d'Éden
Ne doit pas être confondu avec Ève (Rousseau).
Ève dans le jardin d'Éden est un tableau réalisé par le peintre français Henri Rousseau autour de 1906-1910. Assimilable aux autres Jungles pour lesquelles l'artiste est particulièrement reconnu, cette huile sur toile naïve représente Ève cueillant des fleurs dans la dense végétation d'une forêt tropicale qui figure l'Éden. Elle est conservée au musée Pola de Hakone, au Japon.